# 圈藍子魚
圈藍子魚為輻鰭魚綱鱸形目刺尾魚亞目藍子魚科的其中一種，於1853年首次被荷蘭醫生兼魚類學家Pieter Bleeker正式描述為Teuthis javus，模式產地為印度尼西亞爪哇島雅加達，分布於中西太平洋的印尼海域，棲息深度1至10公尺，本魚身體呈橢圓形，橫向壓縮，尾鰭微凹，金紅色的背面, 腹面灰白，長度約為深度的2.5倍，背鰭硬棘13枚、背鰭軟條10枚、臀鰭硬棘7枚、臀鰭軟條9枚、脊椎骨13枚，體長可達25公分，棲息在珊瑚礁區，成群活動，以藻類為食，背鰭、臀鰭硬棘具毒腺。 

## 擴展閱讀
維基物種上的相關：圈藍子魚